# 10306 Pagnol
A 10306 Pagnol (ideiglenes jelöléssel 1990 QY) a Naprendszer kisbolygóövében található aszteroida. Eric Walter Elst fedezte fel 1990. augusztus 21-én.
Nevét Marcel Pagnol (1895 – 1974) francia író, filmrendező után kapta.